# Stade Nakivubo
Le stade Nakivubo, est un stade polyvalent situé à Kampala, en Ouganda. Après d'importantes rénovations menées par l'homme d'affaires Hamis Kiggundu en partenariat avec le gouvernement ougandais, le stade a été mis aux normes internationales. Il devrait accueillir des événements importants comme la CAN 2027, qui marqueront un nouveau chapitre dans le paysage sportif et communautaire de l'Ouganda.
Il était auparavant principalement utilisé pour les matchs de football et servait de stade à domicile au Villa Sports Club. Le stade avait une capacité d'environ 21 000 personnes, mais une fois les rénovations partiellement achevées en 2017, le président Yoweri Museveni a mis le stade en service le 25 avril 2024. Il aura une capacité totale de 35 000 places assises une fois les travaux terminés.